# Fernando Bezerra
Fernando Luiz Gonçalves Bezerra GOMM (Santa Cruz, 20 de fevereiro de 1941) é um administrador, engenheiro civil e econômico e político brasileiro filiado ao Movimento Democrático Brasileiro (MDB). Foi ministro da Integração Nacional durante o governo Fernando Henrique Cardoso. Pelo Rio Grande do Norte, foi senador durante dois mandatos.
Graduado em engenharia civil, na Universidade Federal do Rio Grande do Norte, e pós-graduado em Engenharia Econômica e Administração de Negócios pela Utah State University – USA, assumiu a Ecocil, uma das empresas da família, ao mesmo tempo que também era funcionário do antigo Departamento de Estradas e Rodagem do Rio Grande do Norte.
Assumiu a Federação das Indústrias do estado.
Foi presidente da Confederação Nacional da Indústria (CNI 1995-2002). É sobrinho do major Theodorico Bezerra.

## Política
Foi Senador da República por dois mandatos, entre 1994 e 2007; Presidente da CNI – Confederação Nacional da Indústria, eleito em 1995 e reeleito em 1999, e Presidente por cinco mandatos da FIERN – Federação das Indústrias do Estado do Rio Grande do Norte.
Também foi membro do Conselho de Administração do Banco do Nordeste do Brasil S/A, e assumiu o cargo de Ministro de Estado da Integração Nacional, no governo Fernando Henrique Cardoso, de 1999 a 2001. Admitido à Ordem do Mérito Militar em 1997 como Comendador especial por FHC, Bezerra foi promovido pelo mesmo em 2000 ao grau de Grande-Oficial.
No Senado, participou da Comissão de Educação e foi eleito, por unanimidade, Presidente da Comissão de Assuntos Econômicos. Assumiu a liderança no Senado do Governo Fernando Henrique Cardoso, de 1994 a 1999, e do Governo Luiz Inácio Lula da Silva, de 2003 a 2007. 
Foi relator de matérias no Senado Federal, como a Lei de Patentes, o Código de Mineração, a Lei Geral das Telecomunicações e a Lei do Sistema de Financiamento Imobiliário, entre outras.
Ocupou a tribuna do Senado em várias oportunidades, defendendo iniciativas como a instalação da segunda refinaria da Petrobras no Nordeste e o andamento das reformas estruturais.